# Pierre de Wissant
Pour les articles homonymes, voir André de Wissant, Wissant, École de Wissant et Jacques de Wissant.
Pierre de Wissant est l'un des six bourgeois de Calais, et le frère de Jacques qui est aussi un des six bourgeois de Calais.

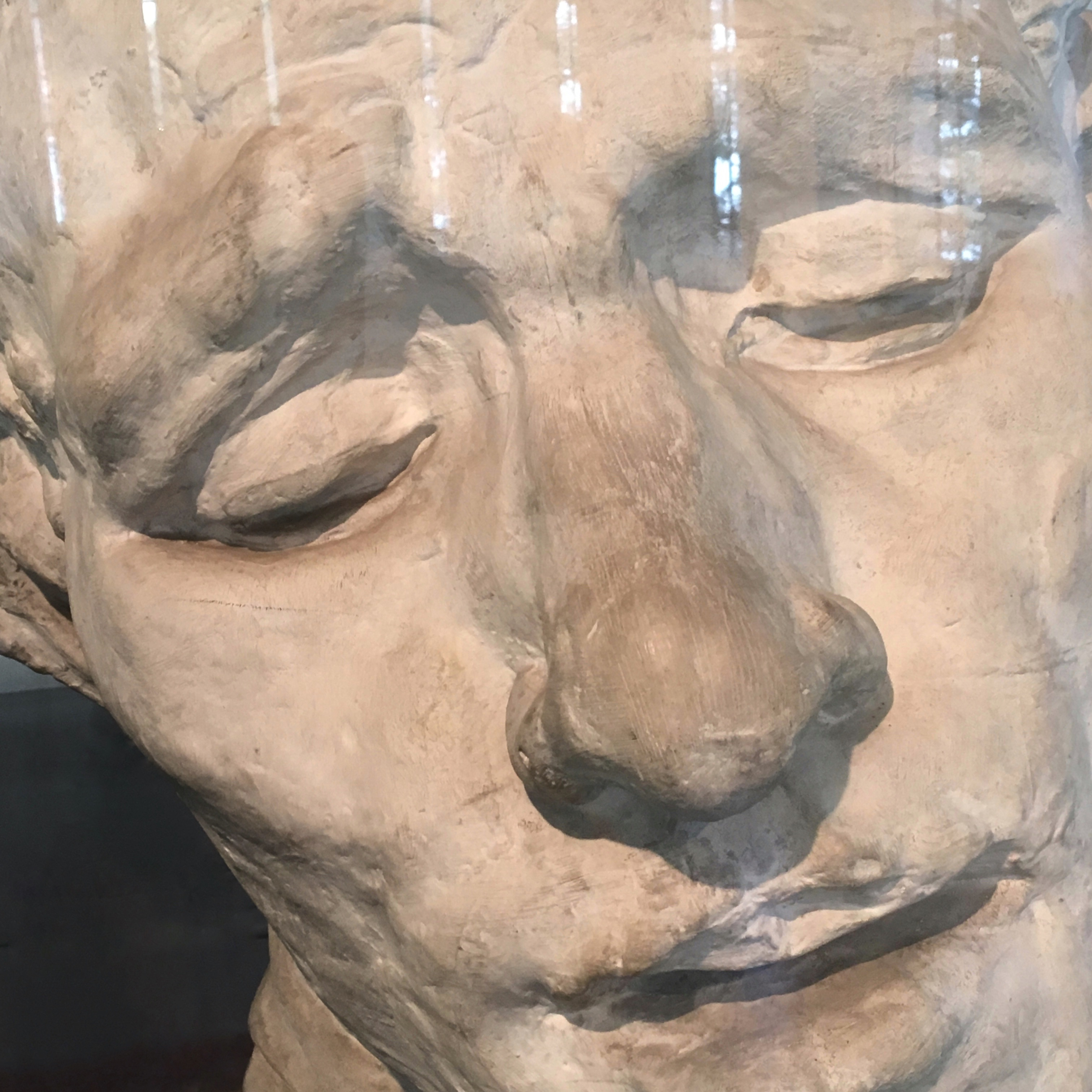
La tête

## Histoire
Il est le second en notoriété (après Eustache de Saint Pierre), qui se rendirent, « en chemise et la corde au cou », auprès du roi d'Angleterre Edouard III, pour implorer la grâce des habitants de Calais (août 1347). On peut penser qu'il était originaire du village éponyme, Wissant, non loin de Calais. Selon le chroniqueur Jean Froissart, le roi leur fit grâce à la demande de son épouse, Philippa de Hainaut.

## Versions
La première des études de d'Aire était nue, suivie d'une partiellement couverte avec quelque chose comme une toge. Rodin a fait la version finie en 1886.

## Musées
La scène de la reddition des bourgeois de Calais a été immortalisée par un bronze de Rodin, Les Bourgeois de Calais, qu'on peut voir notamment sur la place du beffroi à Calais, à la Ny Carlsberg Glyptotek, Copenhague, (Danemark), au Musée d'Israël, Jérusalem, au Metropolitan Museum of Art, New York à la Kunsthalle de Hambourg et au musée Rodin.